# 朗戈阿特
朗戈阿特（法語：Langoat，法語發音：[lɑ̃ɡwat]）是法国阿摩尔滨海省的一个市镇，位于该省西北部，属于拉尼永区。

## 地理
朗戈阿特（48°45'2"N, 3°16'51"W）面积18.5 平方千米，位于法国布列塔尼大區阿摩尔滨海省，该省份为法国西北部沿海省份，位于布列塔尼半岛北部，北濒大西洋英吉利海峡，西接菲尼斯泰尔省，南至莫尔比昂省，东临伊勒-维莱讷省。
与朗戈阿特接壤的市镇（或旧市镇、城区）包括：贝雷特、卡旺、科阿特雷旺、朗梅兰、芒塔洛、米尼伊特雷吉耶、康佩尔旺、拉罗什若迪。

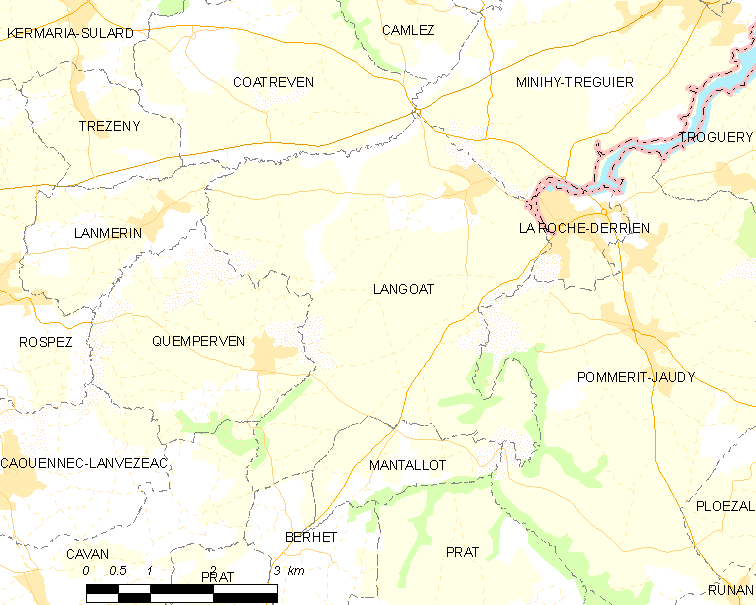
朗戈阿特的OSM定位图

朗戈阿特的时区为UTC+01:00、UTC+02:00（夏令时）。

## 行政
朗戈阿特的邮政编码为22450，INSEE市镇编码为22101。

## 政治
朗戈阿特所属的省级选区为特雷吉耶县。

## 人口

1962-2008年间朗戈阿特人口变化图示

朗戈阿特于2022年1月1日时的人口数量为1161人。